# Američka naboruša
Sjevernoamerička naboruša (Didelphis virginiana), također poznat kao oposum (amer. engl. opossum), je tobolčar iz reda štakoraša. Sjevernoamerička naboruša jedini je tobolčar koji živi u SAD-u pa sve do juga Kanade.

## Opis
Tijelo sjevernoameričkih naboruša dugo je 32 do 50 cm, otprilike kao kućne mačke, i otprilike još jednako toliko dugačak goli rep. Mogu doseći težinu od oko 5,5 kg. Krzno im je sive i bijele boje, a na glavi imaju najčešće tri crne pruge, po jednu iznad svakog oka i jednu na sredini glave. Sve četiri noge imaju po pet prstiju s kandžama osim prvog prsta na stražnjim nogama koji je oblikovan poput palca, i može se okrenuti suprotno ostalim prstima (nasuprotnost). 

## Rasprostranjenost i životni prostor
Prvobitno su bili rasprostranjeni od istočnih dijelova SAD-a pa sve do Kostarike. No s naseljavanjem Europljana u sjevernoj Americi, širilo se i njihovo područje rasprostranjenosti, tako da danas nastanjuju čitavu sjevernu Ameriku sve do pacifičke obale, a na sjeveru i jug Kanade. Prirodno stanište su im šumovita i grmljem obrasla područja. Ali kako su izraženi hemerofili, danas ih se nalazi na plantažama, parkovima i u gradovima. 

## Način života
Žive sami, aktivni su noću i dobri su penjači.